# Agnieszka Matuszewska-Kaja
Agnieszka Matuszewska, po mężu Kaja (ur. 20 czerwca 1970 w Łodzi) – polska piłkarka ręczna, reprezentantka Polski i Słowenii, mistrzyni Polski i Słowenii. Dwukrotna zwyciężczyni Ligi Mistrzyń (2001, 2003)

## Kariera sportowa
W szkole podstawowej uprawiała lekką atletykę w barwach ŁKS Łódź. Jej pierwszym klubem w piłce ręcznej była Anilana Łódź (1985-1991), w latach 1991-1993 i 1994-1998 występowała w Piotrcovii Piotrków Trybunalski, w sezonie 1993/1994 w MKS Varsovia Warszawa, od 1998 do 2004 w RK Krim. Z Piotrcovią zdobyła mistrzostwo Polski w 1993, wicemistrzostwo Polski w 1992 i 1998, brązowy medal w 1995. Z RK Krim sześć tytułów mistrzyni Słowenii z rzędu (1999, 2000, 2001, 2002, 2003, 2004). Z klubem z Lublany wygrała też dwukrotnie Ligę Mistrzyń (2001, 2003) i dwukrotnie grała w przegranym finale tych zawodów (1999, 2004).
Była powoływana do reprezentacji Polski juniorek i młodzieżowej, zagrała w tych kategoriach wiekowych w 22 spotkania, zdobywając 52 bramki. W reprezentacji Polski seniorek debiutowała 29 października 1992 w towarzyskim spotkaniu z Bułgarią. Wystąpiła m.in. na mistrzostwach świata w 1997 (8. miejsce) i 1999 (11. miejsce) oraz mistrzostwach Europy w 1998 (5. miejsce). Ostatni raz w tej reprezentacji wystąpiła 14 kwietnia 2000 w meczu eliminacji mistrzostw Europy z Ukrainą. Łącznie w biało-czerwonych wystąpiła 116 razy, zdobywając 429 bramek. Ponadto z akademicką reprezentacją Polski zdobyła srebrny medal na akademickich mistrzostwach świata w 1996.
W latach 2002–2003 występowała w barwach Słowenii, zajmując na mistrzostwach świata w 2003 8. miejsce. Dla tego kraju zagrała w 25 spotkaniach, zdobywając ok. 100 bramek.
Jej mężem jest piłkarz ręczny, Robert Kaja.